# Oruza divisa
Oruza divisa är en fjärilsart som beskrevs av Walker 1862. Oruza divisa ingår i släktet Oruza och familjen nattflyn. Inga underarter finns listade i Catalogue of Life.